# Списък на римските управители на Британия
Това е списък на управителите на римската провинция Британия.
Британия е императорска провинция, на която управител е римският император, който назначава свой наместник висш сенатор за Legatus Augusti pro praetore, който трябва преди това да е бил вече консул или претор. Службата на управителя трае от две до четири години.
Известни консулски управители на Британия:

## Клавдийски управители
- Авъл Плавций (Aulus Plautius), 43–47
- Публий Осторий Скапула (Publius Ostorius Scapula), 47–51
- Авъл Дидий Гал (Aulus Didius Gallus), 52–57
- Квинт Вераний (Quintus Veranius), 57–58
- Гай Светоний Павлин (Gaius Suetonius Paulinus), 58–61, побеждава въстаналата кралица Будика
- Публий Петроний Турпилиан (Publius Petronius Turpilianus), 61–63
- Марк Требелий Максим (Marcus Trebellius Maximus), 63–69

## Флавианови управители
- Марк Ветий Болан (Marcus Vettius Bolanus), 69–71
- Квинт Петилий Цериал (Quintus Petilius Cerialis), 71–74
- Секст Юлий Фронтин (Sextus Iulius Frontinus), 74–78
- Гней Юлий Агрикола (Gnaeus Iulius Agricola), 78–84, завоюва южна Шотландия
- Салустий Лукул (Sallustius Lucullus), 89
- Авъл Вицирий Прокул (Aulus Vicirius Proculus), 93
- Публий Метилий Сабин Непот (Publius Metilius Nepos), 96

## Траянови управители
- Тиберий Авидий Квиет (Titus Avidius Quietus), 97–101
- Луций Нераций Марцел (Lucius Neratius Marcellus), 101–103
- неизвестен, ок. 103 – 115
- Марк Атилий Метилий Брадуа (Marcus Appius Bradua; Marcus Atilius Metilius Bradua), 115–118

## Адрианови управители
- Квинт Помпей Фалкон (Quintus Pompeius Falco), 118–122, вероятно започва строенето на Адриановия вал
- Авъл Платорий Непот (Aulus Platorius Nepos), 122–125
- Луций Требий Герман (Lucius Trebius Germanus), 127
- Секст Юлий Север (Sextus Iulius Severus), 131–133
- Публий Мумий Сизена (Publius Mummius Sisenna), 133–135
- Тиберий Клавдий Квартин (Tiberius Claudius Quartinus), 136–138

## Антонинови управители
- Квинт Лолий Урбик (Quintus Lollius Urbicus), 138–144, построява Антониновия вал в днешна Шотландия
- Гней Папирий Елиан (Gnaeus Papirius Aelianus), ок. 146
- неизвестен, ок. 147-154
- Гней Юлий Вер (Gnaeus Iulius Verus), ок. 154-158
- Лонгин (Longinus, Longus, Lentulus), 158-161
- Марк Стаций Приск Лициний Италик (Marcus Statius Priscus Licinius Italicus), 161–162
- Секст Калпурний Агрикола (Sextus Calpurnius Agricola), 163–166
- неизвестен, 166-175
- Квинт Антисций Адвент (Quintus Antistius Adventus), 173–176
- Церелий Приск (Caerellius Priscus), ок. 178
- Марк Антий Кресцент Калпурниан (Marcus Antius Crescens Calpurnianus), между 182/203
- Улпий Марцел (Ulpius Marcellus), ок. 184
- Публий Хелвий Пертинакс (Publius Helvius Pertinax), 185–187, по-късно римски император
- Децим Клодий Албин (Decimus Clodius Albinus), 191–197, римски узурпатор

## Северски управители
- Вирий Луп (Virius Lupus), 197–202
- Гай Валерий Пудент (Gaius Valerius Pudens), 202–205
- Луций Алфен Сенецион (Lucius Alfenus Senecio), 205–207

## Гордиан III управители
- Егнаций Луцилиан (Egnatius Lucillianus), 238-244

Провинцията Британия се разделя през 212/213 г. на двете провинции Горна Британия (Britannia Superior) и Долна Британия (Britannia Inferior).